# Crimen entre bastidores
Crimen entre bastidores es una película de Argentina en blanco y negro dirigida por Francisco Peck según el guion de Juan Carlos Esquivel que se produjo en 1948 y no fue estrenada comercialmente. Pertenece a la productora Filmadora Sudamericana y tuvo como protagonistas a Samuel Sanda, Nora Merlak y Fernando Labat.

## Reparto
- Samuel Sanda
- Nora Merlak
- Fernando Labat
- Raúl Wilson
- Fernando Aicardi
- Domingo Gussi
- Mara Balpi
- Rafael Chumbita
- Nicolás Taricano